# 福留の22の21
『福留の22の21』（ふくとめのにじゅうにのトゥエンティーワン）は、テレビ東京系列局ほかで放送されていたテレビ東京製作のドキュメンタリー番組・紀行番組である。全24回。製作局のテレビ東京では1998年4月14日から同年9月29日まで、毎週火曜 22:00 - 22:54 （日本標準時）に放送。

## 概要
毎回ゲストプレゼンター（リポーター）が「21世紀に残したいもの」を求めて日本各地を旅する模様を放送していた番組。番組タイトルの「22の21」とは、「22時に21世紀について話したい」というこの番組のコンセプトを表したものである。
番組は、ゲストプレゼンターの旅の模様を放送するVTRパートと、司会の福留功男がスタジオで彼らと旅の感想などについて話し合うトークパートによって構成。回によっては、福留とゲストプレゼンター以外にゲストコメンテーターも出演することがあった。

## 放送局
| 放送対象地域   | 放送局         | 系列                          | 放送時間           |
| -------------- | -------------- | ----------------------------- | ------------------ |
| 関東広域圏     | テレビ東京     | テレビ東京系列                | 火曜 22:00 - 22:54 |
| 北海道         | テレビ北海道   | テレビ東京系列                |                    |
| 愛知県         | テレビ愛知     | テレビ東京系列                | 火曜 22:00 - 22:54 |
| 大阪府         | テレビ大阪     | テレビ東京系列                |                    |
| 岡山県・香川県 | テレビせとうち | テレビ東京系列                |                    |
| 福岡県         | TXN九州        | テレビ東京系列                |                    |
| 青森県         | 青森放送       | 日本テレビ系列                |                    |
| 岩手県         | テレビ岩手     | 日本テレビ系列                |                    |
| 秋田県         | 秋田放送       | 日本テレビ系列                |                    |
| 新潟県         | テレビ新潟     | 日本テレビ系列                |                    |
| 長野県         | テレビ信州     | 日本テレビ系列                |                    |
| 富山県         | 北日本放送     | 日本テレビ系列                |                    |
| 広島県         | 広島テレビ     | 日本テレビ系列                |                    |
| 山口県         | 山口放送       | 日本テレビ系列                |                    |
| 徳島県         | 四国放送       | 日本テレビ系列                |                    |
| 福島県         | テレビユー福島 | TBS系列                       |                    |
| 山梨県         | テレビ山梨     | TBS系列                       |                    |
| 石川県         | 北陸放送       | TBS系列                       |                    |
| 静岡県         | 静岡放送       | TBS系列                       |                    |
| 鳥取県・島根県 | 山陰放送       | TBS系列                       |                    |
| 高知県         | テレビ高知     | TBS系列                       |                    |
| 宮崎県         | 宮崎放送       | TBS系列                       |                    |
| 鹿児島県       | 南日本放送     | TBS系列                       |                    |
| 沖縄県         | 琉球放送       | TBS系列                       |                    |
| 愛媛県         | テレビ愛媛     | フジテレビ系列                |                    |
| 長崎県         | テレビ長崎     | フジテレビ系列                |                    |
| 宮城県         | 東日本放送     | テレビ朝日系列                |                    |
| 山形県         | 山形テレビ     | テレビ朝日系列                |                    |
| 熊本県         | 熊本朝日放送   | テレビ朝日系列                |                    |
| 大分県         | テレビ大分     | 日本テレビ系列 フジテレビ系列 |                    |
| 福井県         | 福井放送       | 日本テレビ系列 テレビ朝日系列 |                    |
| 滋賀県         | びわ湖放送     | 独立UHF局                     |                    |
| 奈良県         | 奈良テレビ     | 独立UHF局                     |                    |
| 和歌山県       | テレビ和歌山   | 独立UHF局                     |                    |